# Christa Puran
Le Christa Puran (en devanagari : क्रिस्ता पुराण ; « les pourânas chrétiens »), est un long poème épique sur la vie du Christ composé au début du XVIIe siècle par un missionnaire jésuite, Thomas Stephens, à la manière des puranas hindous. Long de 11 000 stances de quatre vers en langues marathe et concanaise, il fut très populaire dans les églises des régions de Goa et Mangalore (Sud-Ouest de l'Inde) où, jusque dans les années 1930, il était récité ou psalmodié lors des célébrations liturgiques solennelles. 

## Composition
Thomas Stephens, missionnaire jésuite anglais à Goa, explique ce qui le poussa à composer le poème. À la fin du premier chant un brahmane converti se lève pour dire : «Lorsque nous étions hindous nous avions nos puranas et une belle littérature. Vous nous avez pris ces livres pour nous donner un simple catéchisme. Nous n’avons rien à lire. Nous voudrions mieux comprendre notre religion, l’histoire de Jésus-Christ, comment il fut annoncé, comment nous fûmes sauvés ».
Stephens accepte le défi et étudiant les grand poètes marathes, s’éprend de la langue au point d’écrire : « Parmi les langues de ce pays, le marathi semble être la plus adaptée à l’enseignement des choses de Dieu ».  Il prend plusieurs années pour composer le Christa Puran.
L’œuvre est achevée en 1614 et Stephens souhaite le voir imprimer en caractères dévanagaris. Quelques années auparavant, en 1608, il avait sollicité l’aide du supérieur général des Jésuites pour l’installation d’une imprimerie devanâgarîe à Goa. Ce projet n’aboutit pas. Aussi Stephens transcrit-il son poème en caractère romains. Il est imprimé une première fois à Goa, en 1616, et réimprimé en 1649 et 1654. Le 'Christa Puran' est reçu avec enthousiasme.

## Description
Adoptant la forme littéraire des puranas hindous, le ‘Christa Puran’ est un poème épique de 11000 stances de 4 vers, assemblées en 95 chants : 30 concernant l’Ancien Testament et 59 sur le Nouveau Testament, les autres servant d’introduction ou de liens littéraires. Le poème reprend et raconte toute l’histoire de l’humanité depuis la création du monde jusqu’à l’époque de Jésus-Christ, Sauveur du monde. 
L’expression est lyrique mais l’intention est catéchétique.  Très christocentrique le poème fait appel à la raison tout autant qu’au cœur et à l’imagination. 
Du point de vue littéraire l’œuvre de Stephens est considérée comme un chef d’œuvre. G.C. Bhate écrit dans son ‘History of modern Marathi Literature’: «Fr Stephens Christa Puran is one of the finest and most beautiful specimens of Marathi literature, showing the richness, the power of lucid expression of thought, the sweetness and musical cadence of the Marathi language»

## Histoire
Aucune copie de l’édition originale du livre, sorti de l'imprimerie récemment installée au séminaire de Rachol (1616), ne semble avoir survécu. Le 'Christa Puran' garde tout son attrait auprès des chrétiens de Goa et Mangalore tout au long des siècles, beaucoup de familles chrétiennes ayant leur copie personnelle. 
En 1907, se basant sur plusieurs manuscrits (dont l’un en devanagari) le professeur L. Saldanha, en fait une nouvelle édition critique, appelée l’édition de Mangalore.  Bien reçue même parmi les hindous, elle ravive le souhait d’en avoir une édition marathi en caractères devanagaris. Une société littéraire de Pune (Inde) se met à la tâche. Mais il faut attendre 1956 pour que la première édition en devanagari soit publiée, encore n’est-ce qu’une translittération du texte romain de Mangalore.  Elle est l’œuvre du professeur Shantaram Bandelu d’Ahmednagar. 
Dans l’entretemps un manuscrit devanagari du 'Christa Puran' est découvert à la bibliothèque de la 'School of Oriental and African Studies' de Londres. Il est incomplet mais son texte est en plusieurs endroits préférable au texte en caractères romains. En 2009 une 7e édition de 'Christa Puran' sort de presse, utilisant cet ancien texte manuscrit et le doublant d’une version en prose marathi contemporaine. Elle est l’œuvre de Nelson Falçao.